# Nesle-Hodeng
Nesle-Hodeng település Franciaországban, Seine-Maritime megyében. Lakosainak száma 331 fő (2022. január 1.). Nesle-Hodeng Beaussault, Bouelles, Flamets-Frétils, Graval, Mesnil-Mauger, Mortemer és Saint-Saire községekkel határos.

## Népesség
A település népességének változása:
| Lakosok száma | 346  | 349  | 354  | 349  | 348  | 349  | 348  | 339  | 331  |
|               | 2013 | 2015 | 2016 | 2017 | 2018 | 2019 | 2020 | 2021 | 2022 |